# Калосгурос, Иоаннис
Иоаннис Ваптистис Калосгурос (греч.  Ιωάννης-Βαπτιστής Καλοσγούρος, Керкира, 1794–Керкира, 1878) – греческий скульптор, художник и архитектор 19-го века. Один из первых профессиональных скульпторов современной Греции. 
Является также представителем Семиостровной школы греческой живописи. 

## Биография

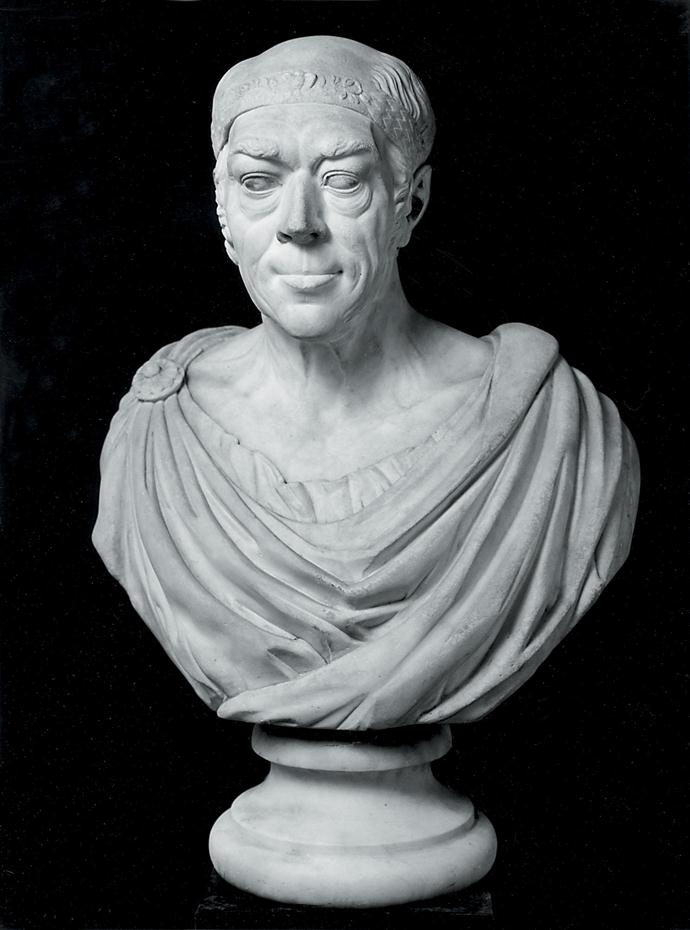
Бюст Ф. Гилфорда (1827)

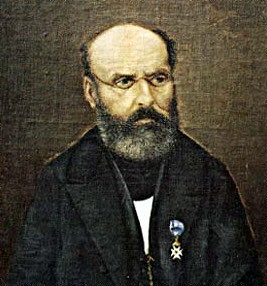
Портрет композитора Николаоса Мандзароса (автора Национального гимна Греции)

Калосгурос родился в 1794 году на острове Керкира, находившемся, как и все Ионические острова, под венецианским контролем. 
Через 3 года после его рождения острова перешли под французский контроль, а через несколько лет, под контролем России, была образована Республика Семи Островов (1800-1807), после чего острова были возвращены французам. 
Первые уроки рисования Калосгурос получил у, находившегося на острове, безымянного русского полковника инженерных войск. 
В 1815 году он поступил в, основанную в 1811 году Павлосом Просалентисом, частную «Художественную школу», первое подобное учебное заведение на греческих землях. 
В том же году англичане, взявшие к тому времени остров под свой контроль, преобразовали школу Просалентиса в Публичную Академию Изящных искусств. 
Калосгурос учился у Просалентиса 2 года. 
Продолжил учёбу в Венеции (Accademia di Belle Arti di Venezia ) до 1819 года. 
По возвращении на Керкиру в 1820 году англичане поручили ему создать на острове Итака «Школу изящных искусств» по образцу «Школы» Просалентиса. «Школа» Итаки просуществовала только до 1824 года. После чего Калосгурос был назначен главным инженером Ионических островов и, одновременно, давал без платы уроки в своей мастерской на Керкире. 
Сохранившиеся работы Калосгуроса включают в себя, в основном, бюсты и рельефы и характеризуются приверженностью к классицизму и влиянием своих учителей, Павлоса Просалентиса и итальянца Антонио Кановы
Источники упоминают всего десять скульптурных работ Калосгуроса, из которых сохранились только четыре: рельеф над входом в Монастырь Святой Ефтимии в Палеополисе, с родовым гербом губернатора Т. Метланда (Thomas Maitland (British Army officer)) (1816), бюст графа F. Guilford (после 1827), 4 рельефа на основании обелиска губернатора Дугласа (1843) и бюст графини Елены Мочениго (1847). 
Из сохранившихся скульптурных работ Калосгуроса самые известные это бюсты Мочениго (сегодня находится в здании муниципалитета Керкиры) и Гильфорда. 
В Муниципальной галерее Керкиры выставлены также проекты и наброски неосуществлённых скульптурных композиций и памятников Калосгуроса. 
Некоторые искусствоведы считают, что Калосгурос консервативно следовал классицизму, так и не найдя своего собственного стиля. Пока Просалентис жил (умер в 1837 году), Калосгурос оставался в тени своего учителя. К тому же Просалентис получал большинство заказов на острове. 
Другие считают, что бюст Гилфорда - почти точная копия аналогичного бюста работы Просалентиса. 
Число работ художника Калосгуроса также небольшое и включает в себя в основном портреты. Сохранились 3 гравюры Калосгуроса, среди которых литография, изображающая Просалентиса (около 1840). 
Самая известная из работ живописи Калосгуроса – «Портрет священника», которая также хранится в Муниципальной галерее Керкиры. 
Калосгурос умер на своём родном острове 1878 году, уже после того как в 1864 году Ионические острова воссоединились с Грецией.